# Xavier Ibáñez
Xavier Alfonso Ibáñez Pis, més conegut com a Xavier Ibáñez, (Vila-real, 3 de novembre de 1963) és un exjugador de bàsquet espanyol. Amb els seus 2,05 metres d'alçada, jugava en la posició de pivot.

## Carrera esportiva
Es va formar al planter del Club Joventut Badalona, club amb el que va debutar a la Lliga Nacional la temporada 1982-83, amb el llavors anomenat Joventut Fichet. Les dues temporades següents les va disputar a Primera B, formant part de les files de l'Oximesa Granada, i les dues següents a l'ACB, després de conseguir l'ascens amb el club granadí. La temporada 88-89 va tornar a Primera B per jugar amb el Caixa Ourense, i novament va aconseguir l'ascens a la màxima categoria del bàsquet espanyol, on hi va tornar a participar dues temporades més amb l'equip gallec. El 1991 va fitxar pel Juver Murcia, per jugar un any a l'ACB. La 92-93 va jugar a Primera Divisió, amb l'Askatuak de Donostia, i la 93-94 va retornar a Múrcia, per jugar a l'ACB la seva darrera temporada en actiu. En total va disputar a l'ACB 124 partits, amb una mitjana de 2,9 punts i 1,5 rebots en 11 minuts.